# Borgarfjörður eystri (zatoka)
Borgarfjörður eystri (lub Borgarfjörður) – fiord we wschodniej Islandii. Ma około 4 km szerokości u wejścia. Wchodzi w głąb lądu na około 4,5 km. Szczyty górskie nad zatoką dochodzą do 600 m (po stronie wschodniej) i do 700 m n.p.m. (po stronie zachodniej). Nad zatoką położona jest miejscowość Bakkagerði. Od zatoki pochodzi nazwa gminy Borgarfjarðarhreppur.